# 大曾根辰夫
大曾根 辰夫（おおそね たつお、1904年7月15日 - 1963年10月22日）は、日本の映画監督。

## 人物
千葉県出身。横浜商業高校（横浜市立横浜商業高等学校の前身の一つ）中退。1925年に市川右太衛門プロ宣伝部入社。松竹下賀茂撮影所に入り、助監督から35年に監督に昇進。主に添え物扱いの時代劇を手掛け、坂東好太郎、高田浩吉、川浪良太郎らの主演映画を続けて作った。のち「忠臣蔵」などの大作も手がける。大曾根辰保とし「たつお」と読ませることもある。

## 監督作品
- 1934年　石井常右衛門
- 1934年　奴かゞみ山
- 1934年　次郎吉格子

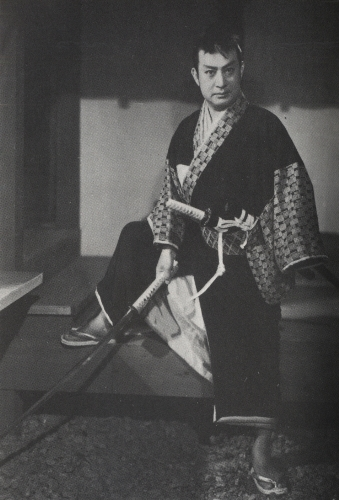
1952年『旗本退屈男 江戸城罷り通る』 市川右太衛門

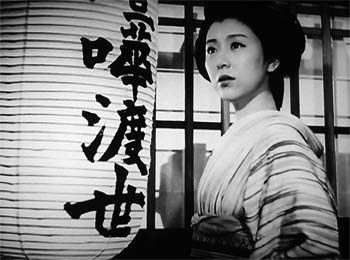
1952年『魔像』津島恵子

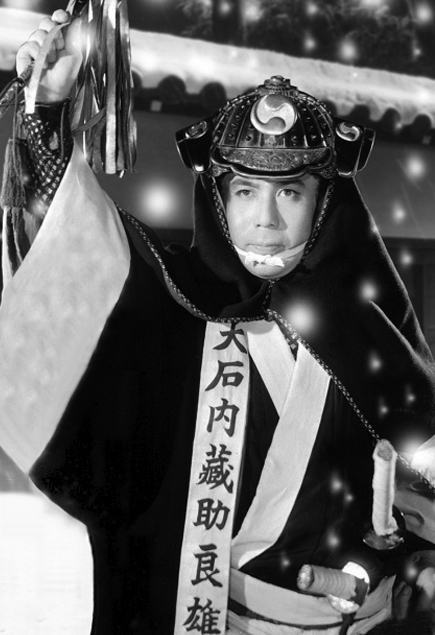
1954年『忠臣蔵 花の巻・雪の巻』 八代目 松本幸四郎

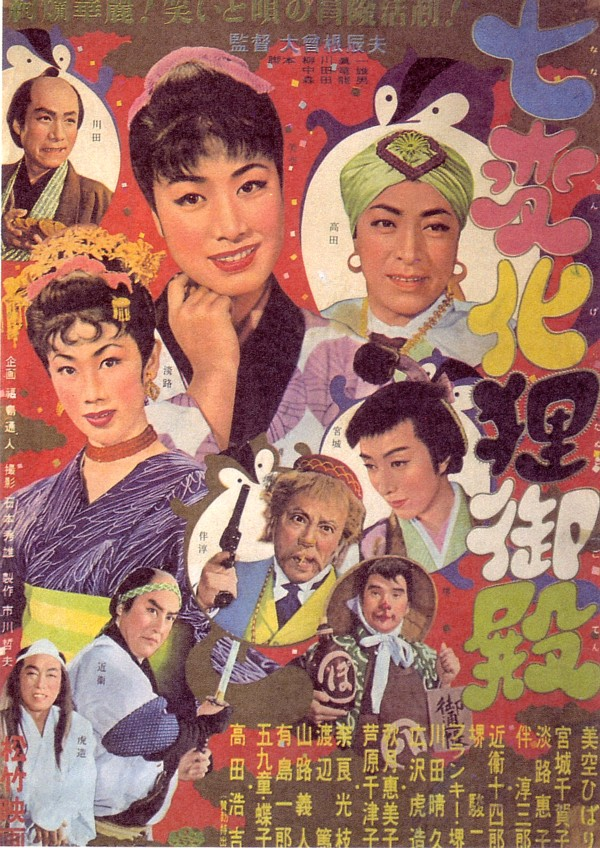
1954年『七変化狸御殿』

- 1934年　源三郎異変　必殺剣鬼の巻（原作：三上於菟吉、出演：林長二郎（長谷川一夫））
- 1934年　源三郎異変　絢爛恋慕の巻
- 1935年　大江戸出世小唄
- 1935年　さむらひ仁義
- 1935年　男の唄やくざの掟
- 1935年　流れ唄月の出潮
- 1936年　木曾の紅笠
- 1936年　江戸節めをと姿
- 1936年　荒川の佐吉
- 1936年　与三郎　浮名囃子（出演：高田浩吉）
- 1937年　二代目弥次喜多
- 1937年　丁半雪の夜話
- 1937年　百噺丑満刻
- 1937年　次郎吉唄ざんげ
- 1937年　お静礼三
- 1938年　菩薩の眉
- 1938年　奴銀平
- 1939年　鳶と与太者
- 1939年　月形半平太
- 1939年　花曇
- 1939年　新月隅田川
- 1939年　女次郎長
- 1939年　雪之丞変化　闇太郎懺悔（出演：坂東好太郎）
- 1940年　美女桜　暴風篇（原作：大仏次郎、出演：坂東好太郎）
- 1940年　美女桜　黎明篇
- 1940年　妻恋笠
- 1940年　波乗り武道
- 1940年　荒木又右衛門
- 1941年　弥次喜多捕物道中（出演：高田浩吉、藤井貢）
- 1941年　振袖御殿
- 1941年　江戸の青空
- 1941年　開化の弥次喜多
- 1943年　北方に鐘が鳴る（原作：村上元三、出演：笠智衆）
- 1946年　朗らか週間　第三話　希望の船出
- 1946年　新婚第一夜　鸚鵡は何を覗いたか（原作：織田作之助）
- 1947年　地獄の顔（原作：菊田一夫）
- 1947年　花ある星座
- 1947年　長崎物語
- 1948年　彼と共に去りぬ
- 1948年　武装警官隊
- 1948年　陽気な街
- 1948年　遊侠の群れ
- 1949年　フランチェスカの鐘（出演：桂木洋子、三宅邦子、鶴田浩二）
- 1949年　殺人鬼
- 1949年　薔薇はなぜ紅い
- 1949年　影法師　寛永坂の決闘
- 1950年　続影法師　龍虎相搏つ
- 1950年　らくだの馬さん（製作：松竹京都＝エノケンプロ）
- 1950年　エノケン・ロッパの弥次喜多ブギウギ道中
- 1950年　風雲金比羅山
- 1950年　黒い花（原作：梅崎春生）
- 1951年　地獄の血闘
- 1951年　獣の宿（原作：藤原審爾、脚本：黒澤明）
- 1951年　鞍馬天狗　角兵衛獅子（出演：嵐寛寿郎、美空ひばり）
- 1951年　鞍馬天狗　鞍馬の火祭（出演：嵐寛寿郎、黒川弥太郎、美空ひばり）
- 1952年　旗本退屈男　江戸城罷り通る（出演：市川右太衛門）
- 1952年　出世鳶
- 1952年　鞍馬天狗　天狗廻状（出演：嵐寛寿郎、美空ひばり）
- 1952年　魔像（原作：大仏次郎）
- 1952年　牛若丸
- 1952年　ひばり姫初夢道中
- 1953年　闘魂
- 1953年　あばれ獅子（原作：子母澤寛）
- 1953年　花の生涯　彦根篇　江戸篇（出演：松本幸四郎(8代目)、淡島千景）
- 1954年　お役者変化（原作：村上元三）
- 1954年　濡れ髪権八（原作：土師清二）
- 1954年　素浪人日和（原作：山手樹一郎）
- 1954年　忠臣蔵 花の巻・雪の巻
- 1954年　七変化狸御殿
- 1955年　獄門帳
- 1955年　応仁絵巻　吉野の盗族（原作：久保栄）
- 1956年　大当り男一代
- 1956年　流転（原作：井上靖、出演：高田浩吉）
- 1956年　鶴八鶴次郎
- 1956年　阪妻追善記念映画 京洛五人男 （出演：高田浩吉、田村高廣）
- 1957年　歌う弥次喜多　黄金道中
- 1957年　顔（原作：松本清張、出演：大木実）
- 1957年　大江戸風雪絵巻　天の眼
- 1957年　大忠臣蔵
- 1957年　侍ニッポン（原作：郡司次郎正、出演：田村高廣）
- 1958年　すっ飛び五十三次
- 1958年　現代無宿
- 1958年　太閤記（出演：高田浩吉）
- 1958年　大東京誕生　大江戸の鐘　風雲篇　開花篇
- 1959年　修羅桜
- 1959年　花の番随院（原作：陣出達朗）
- 1959年　巌流島前夜
- 1960年　抱寝の長脇差（原作：長谷川伸）
- 1960年　敵は本能寺にあり（脚本：池波正太郎、出演：松本幸四郎（8代目））
- 1960年　あんみつ姫の無者修行（出演：鰐淵晴子）
- 1961年　大阪野郎
- 1962年　義士始末記